# Chiasmocleis magnova
Chiasmocleis magnova es una especie de anfibio anuro de la familia Microhylidae.

## Distribución geográfica
Esta especie es endémica de la región de Loreto en Perú. Se conoce solo en Iquitos.

## Publicación original
- Moravec & Köhler, 2007 : A new species of Chiasmocleis (Anura: Microhylidae) from the Iquitos region, Amazonian Peru, with possible direct development. Zootaxa, n.º 1605, p. 59-67.[6]